# Kanton Sotteville-lès-Rouen-Est
Der Kanton Sotteville-lès-Rouen-Est war von 1982 bis 2015 ein französischer Wahlkreis im Arrondissement Rouen, im Département Seine-Maritime und in der Region Haute-Normandie; sein Hauptort war Sotteville-lès-Rouen. Der Kanton war 25,69 km² groß und hatte (2006) 25.443 Einwohner, was einer Bevölkerungsdichte von 990 Einwohnern pro km² entsprach.

## Gemeinden
Der Kanton bestand aus jeweils einem Teil der Städte Saint-Étienne-du-Rouvray und Sotteville-lès-Rouen. Angegeben ist jeweils die Gesamteinwohnerzahl der Städte. Von Saint-Étienne-du-Rouvray lebten etwa 15.200 Einwohner im Kanton. Von Sotteville-lès-Rouen waren es etwa 8.200 Einwohner.
| Gemeinde                 | Einwohner Jahr | Fläche km² | Bevölkerungsdichte | Code INSEE | Postleitzahl |
| ------------------------ | -------------- | ---------- | ------------------ | ---------- | ------------ |
| Saint-Étienne-du-Rouvray | 28.738 (2013)  | –          | – Einw./km²        | 76575      | 76800        |
| Sotteville-lès-Rouen     | 28.704 (2013)  | –          | – Einw./km²        | 76681      | 76300        |

## Bevölkerungsentwicklung
| 1962 | 1968 | 1975 | 1982 | 1990   | 1999   | 2006   |
| ---- | ---- | ---- | ---- | ------ | ------ | ------ |
| -    | -    | -    | -    | 28.807 | 26.920 | 25.443 |